# 恰恩庫夫-奇強卡縣

52°54′N 16°34′E / 52.900°N 16.567°E
恰恩庫夫-奇強卡縣（波蘭語：Powiat czarnkowsko-trzcianecki），是波蘭的縣份，位於該國中西部，由大波蘭省負責管轄，首府設於恰恩庫夫，面積1,808平方公里，2006年人口86,134，人口密度每平方公里48人。